# Uzbecy
Uzbecy (uzb. Oʻzbeklar) – naród turecki, najliczniejszy z narodów zamieszkujących Azję Środkową. Uzbecy zamieszkują głównie Uzbekistan, a także sąsiednie państwa Afganistan, Tadżykistan, Kirgistan, Turkmenistan i Kazachstan oraz chiński region autonomiczny Sinciang.

## Pochodzenie
Uzbecy wywodzą się z części turko-mongolskiej Białej Ordy rządzonej przez ród Szejbanidów, która po pewnym czasie została sturkizowana. W XIV wieku grupa ta przyjęła nazwę Uzbecy, której pochodzenie jest niejasne; być może wywodzi się ona od imienia chana Złotej Ordy Ozbega (1313–1341). Inne teorie mówią, że nazwa pochodzi od wyrażenia oʻz bek, oznaczającego „rządzący sobą”.

## Liczebność i rozmieszczenie
Historyczna populacja Uzbeków w poszczególnych republikach radzieckich na podstawie radzieckich spisów ludności:
|                | 1926              | 1939              | 1959              | 1970              | 1979               | 1989               |
| -------------- | ----------------- | ----------------- | ----------------- | ----------------- | ------------------ | ------------------ |
| Uzbecka SRR    | 3 467 226 (73,0%) | 4 804 096 (65,1%) | 5 038 273 (62,2%) | 7 733 541 (64,7%) | 10 569 007 (68,7%) | 14 142 475 (71,4%) |
| Tadżycka SRR   | 175 627 (21,2%)   | 353 478 (23,8%)   | 454 433 (23,0%)   | 665 662 (23,0%)   | 873 199 (22,9%)    | 1 197 841 (23,5%)  |
| Kirgiska SRR   | 110 463 (11,1%)   | 151 551 (10,4%)   | 218 640 (10,6%)   | 332 638 (11,3%)   | 426 194 (12,1%)    | 550 096 (12,9%)    |
| Turkmeńska SRR | 104 971 (10,5%)   | 107 451 (8,6%)    | 125 231 (8,3%)    | 179 498 (8,3%)    | 233 730 (8,5%)     | 317 333 (9,0%)     |
| Kazachska SRR  | 129 407 (2,1%)    | 120 655 (2,0%)    | 136 570 (1,5%)    | 207 514 (1,6%)    | 263 295 (1,8%)     | 332 017 (2,0%)     |
| Rosyjska FSRR  | 942 (0.00%)       | 16 166 (0,01%)    | 29 512 (0,03%)    | 61 588 (0,05%)    | 72 385 (0,05%)     | 126 899 (0,09%)    |

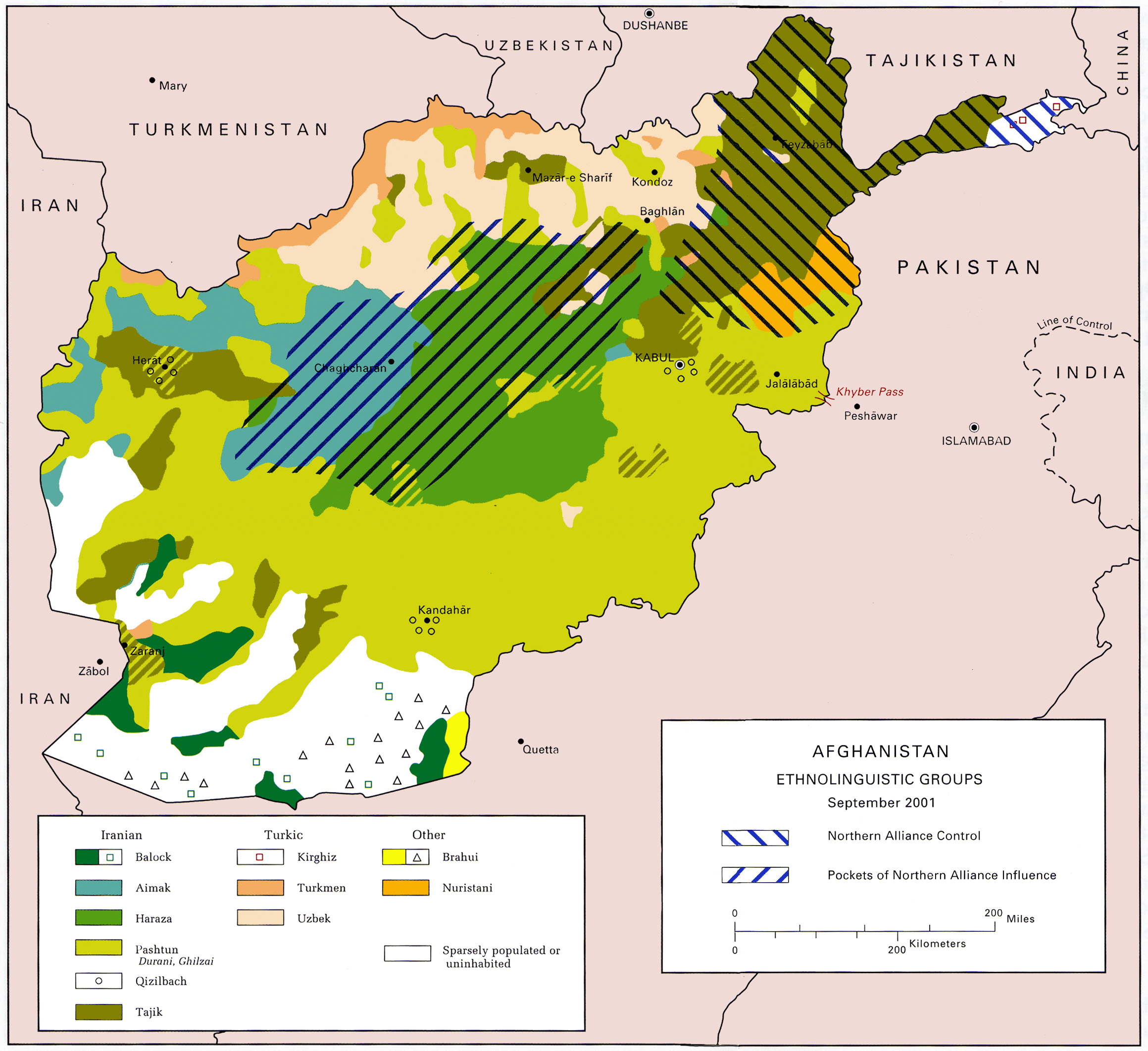
Uzbecy w Afganistanie

## Historia
Za panowania chana Abu al-Chajr-chana (1428–1468) Uzbecy przenieśli się na tereny w dolnym biegu Syr-darii i zaczęli interweniować w walki pomiędzy poszczególnymi gałęziami Timurydów, co pozwoliło im w swoich łupieżczych wyprawach docierać do Chorezmu i Transoksanii. Państwo Uzbeków rozpadło się po śmierci Abu al-Chajr-chana, jednak jego restauracji dokonał jego wnuk, Muhammad Szejbani (1500–1510), któremu udało się opanować większość Azji Środkowej. Stopniowo Uzbecy przemieszali się z innymi tureckojęzycznymi ludami tego regionu, zarówno koczowniczymi, jak i osiadłymi, które przejęły od nich ich nazwę.

## Kultura
Dominującą religią jest islam. Główne zajęcia to rolnictwo, handel, rzemiosło oraz hodowla zwierząt.